# Derby (Italie)
Pour les articles homonymes, voir Derby.
Derby est un hameau de La Salle, dans le Valdigne, en Vallée d'Aoste.
Ses habitants se dénomment Derbyolins en français et Derbion (-onne) en patois sallerein.

## Monuments et lieux d'intérêt
- L'église paroissiale Saint-Ours en style roman, remontant au Xe siècle ;
- Plusieurs maisons fortes, témoignant de l'indépendance de Derby du Comté de Savoie, sous l'administration directe du Diocèse d'Aoste, entre autres :
  - La Tour de Derby,
  - Le château judiciaire de Derby,
  - Le château notarial de Derby.

## Transports
La gare de Derby de la ligne Aoste - Pré-Saint-Didier se situe près de la bifurcation le long de la RN 26 pour rejoindre le hameau.